# Chiesa di Santa Maria Assunta (Castiglione Chiavarese)
La chiesa di Santa Maria Assunta è un luogo di culto cattolico situato nella frazione di Missano, in via Podestà, nel comune di Castiglione Chiavarese nella città metropolitana di Genova. La chiesa è sede della parrocchia omonima del vicariato di Sestri Levante della diocesi di Chiavari.

## Storia e descrizione

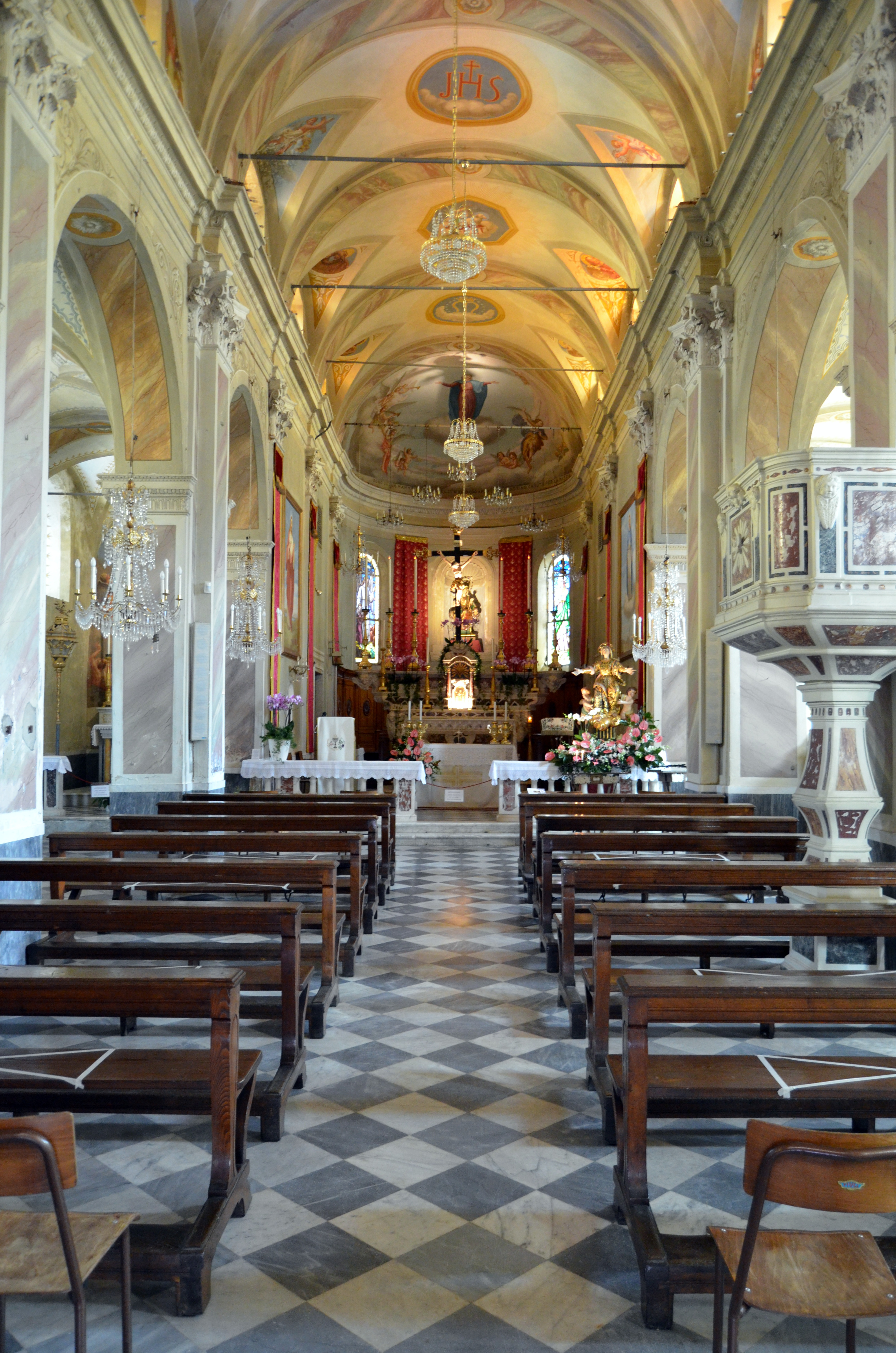
La navata centrale

Fu rettoria dal XII secolo e i suoi registri parrocchiali risalgono dall'anno 1568 ad oggi. Fu elevata al titolo di prevostura nel 1762.
Al suo interno sono custodite opere di particolare pregio, come l'altare maggiore in marmo intarsiato risalente al 1772, la statua lignea della Madonna del Rosario proveniente dall'abbazia del Connio o, più recente (1915), la statua di Santa Caterina d'Alessandria d'Egitto, lavoro di Antonio Canepa definita all'epoca "genialissima e perfettissima statua"; un antico tabernacolo in marmo del XIV secolo, oggi adibito a custodia degli oli santi.

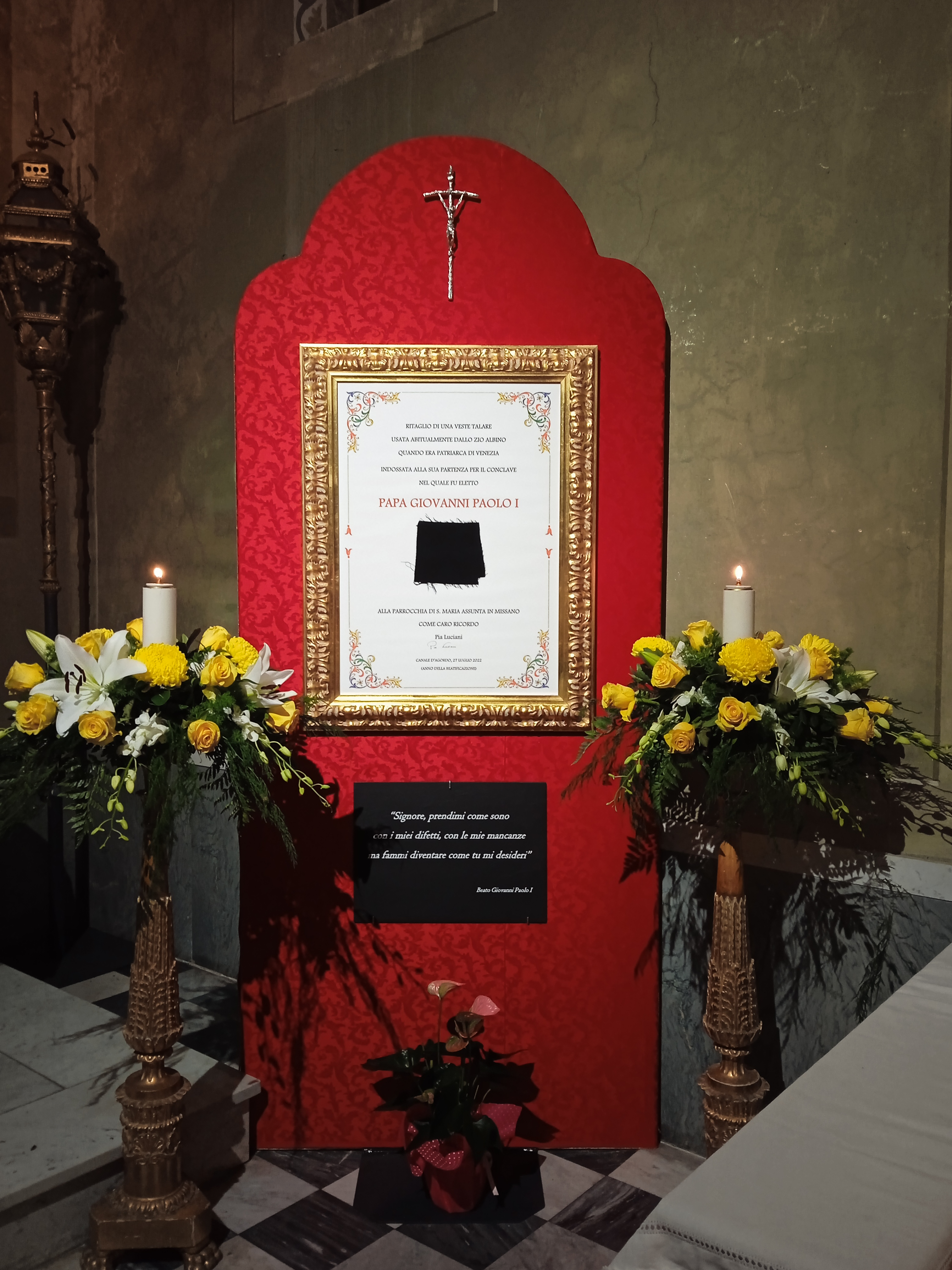
La reliquia "Ex indumentis" del Beato Giovanni Paolo I, donata dai familiari del papa.

Presso l'altare del Sacro Cuore, sono esposte per la preghiera le reliquie del beato papa Giovanni Paolo I (Albino Luciani) donate alla parrocchia dalla nipote.
Antistante l'ampia chiesa parrocchiale è presente un caratteristico sagrato in ciottoli di mare di 340 m² di superficie, realizzato nel 1879 dall'artigiano locale Antonio Sanguineti, tutelato dalla Soprintendenza per i beni architettonici e paesaggistici della Liguria.
Il campanile, avente un'altezza di 30 m, è dotato di un concerto di 5 campane in Mi b, fuse sul posto nel 1904 dal fonditore Paolo Capanni.
Nelle vicinanze dell'abitato, in direzione della strada del Bracco era presente l'antica chiesa di San Benedetto d'Aveno, già esistente nel 1310, con annesso ospedale (ospizio per pellegrini) di San Benedetto.Gli archivi ne testimoniano la presenza e l'apertura al culto ancora alla fine del XVII secolo.
In località Connio Vecchio sono visibili i ruderi dell'abbazia privata della famiglia Castiglione, dedicata a nostra Signora del Rosario.
In località Connio Nuovo è presente il santuario di Nostra Signora della Misericordia. Costruito nel 1609 dalla famiglia Vietti, inizialmente come cappella per custodire l'immagine marmorea della Madonna fatta realizzare a seguito dell'apparizione della Vergine Maria alla figlia, ampliato nella seconda metà dell'Ottocento, è oggi santuario mariano.